# Fukuo Tadayo
Tadayo Fukuo (sinh ngày 6 tháng 5 năm 1984) là một cầu thủ bóng đá người Nhật Bản.

## Sự nghiệp câu lạc bộ
Tadayo Fukuo đã từng chơi cho Cerezo Osaka, Roasso Kumamoto, Gainare Tottori và Fujieda MYFC.